# Aegiochus quadratisinus
Aegiochus quadratisinus là một loài chân đều trong họ Aegidae. Loài này được Richardson miêu tả khoa học năm 1903.